# Klondike Highway

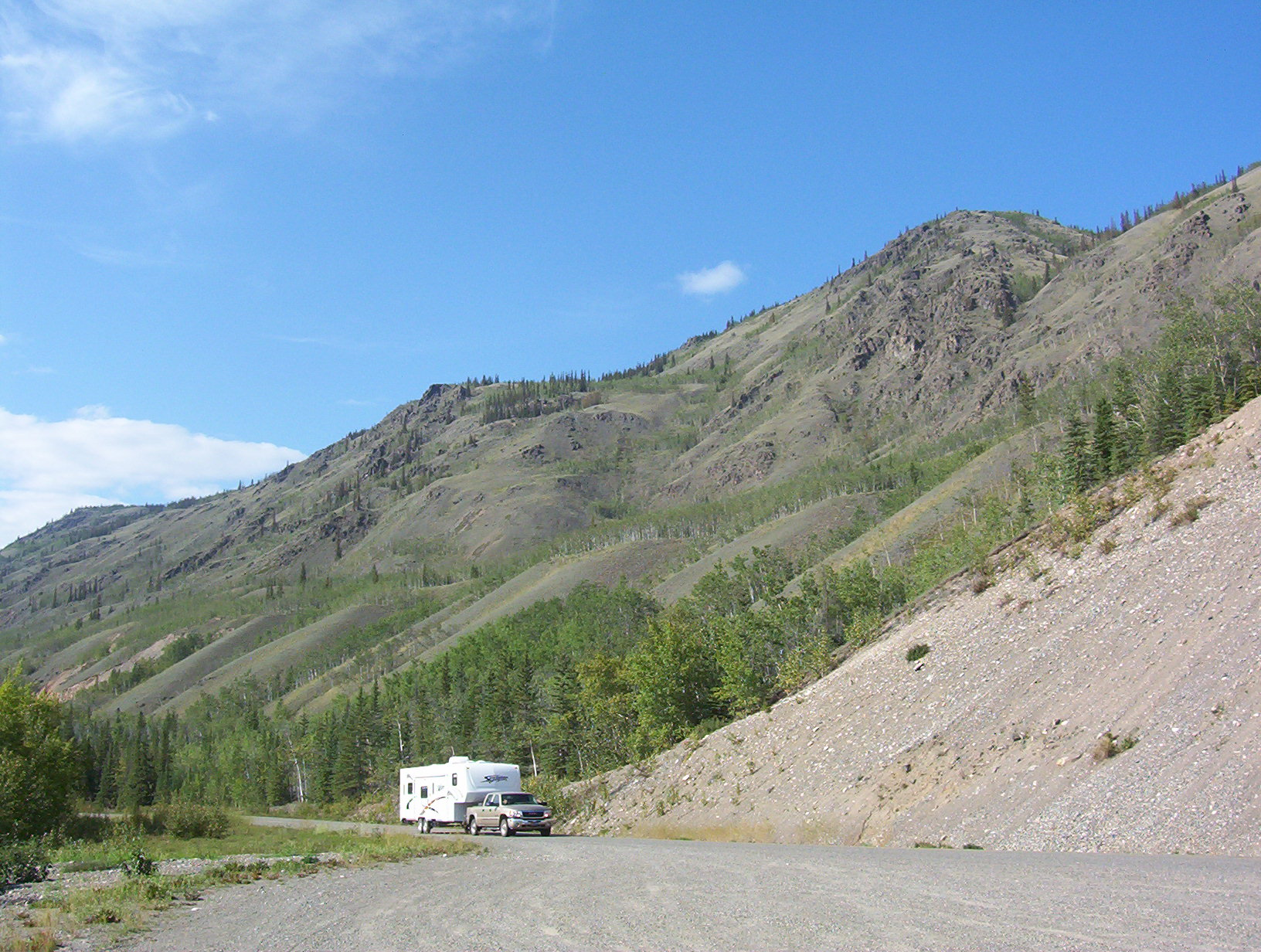
Klondike Highway nära Yukonfloden.

Klondike Highway är en väg som förbinder Skagway i Alaska med Dawson City i Yukon, vägen motsvarar någorlunda vägen som guldletare använde under 1898 års guldrusch i Klondike.
Vägen sträcker sig 24 kilometer i Alaska genom White Pass i Coast Mountains där den korsar den kanadensiska gränsen till British Columbia och sträcker sig genom denna provins i 56 kilometer. Efter detta korsar den gränsen till Yukon där den når Alaska Highway nära Whitehorse, delar en kort del av vägen med den, tills den åter skiljs åt en bit norr om Whitehorse, och sträcker sig vidare till Dawson City. Vägen är totalt 712 kilometer lång.
I Yukon är vägen markerad som Yukon Highway 2, och i Alaska är den markerad som Alaska Route 98 (som i 1898 års väg). Fram till 1978 hade sektionen mellan gränsen till British Columbia och staden Carcross i Yukon inget officiellt nummer, medan sektionen norr om Carcross upp till Alaska Highway hade nummer 5. Sektionen i fråga underhålls numera av Yukon som en naturlig förlängning av Yukon Highway 2.